# 石川昭光
石川 昭光（いしかわ あきみつ）は、戦国時代から江戸時代前期にかけての武将。陸奥仙台藩重臣。角田石川家初代当主。

## 生涯

### 誕生と家督相続
天文19年（1550年）、伊達晴宗の四男として羽州長井荘（現在の山形県米沢市）において誕生。幼名は小二郎。小字藤四郎。
永禄6年（1563年）10月、陸奥国石川郡三芦城主・石川晴光の養嗣子となる。晴光の娘・照子を娶り、小二郎親宗（ちかむね、｢宗｣は実家・伊達氏の通字により）と改称する。この時、伊達氏より佐藤信景以下6名が随従し石川氏家臣となる。
永禄11年（1568年）3月、養父・晴光の隠居に伴い家跡を相続し、第25代石川家当主となる。
永禄13年（1570年）2月、上洛し室町幕府15代将軍・足利義昭に拝謁する。このとき、従五位下佐衛門太夫に任ぜられ、義昭から偏諱を賜い、昭光と改称する。
元亀元年（1570年）、大和守に任ぜられる。
天正2年（1574年）、蘆名盛氏が佐竹義重と白川郡、石川郡の覇権、支配権をめぐって戦う。蘆名氏の支援を受けていた白河氏が佐竹氏に大敗し同地を失うと、同年6月、石川晴光・昭光の三芦城への帰城が佐竹義重への服属によって実現、決定された。『伊達治家記録』によれば、この年10月、実兄・伊達輝宗から昭光の帰城の御祝儀として、馬一匹、奥方には染物を贈呈される。閏11月には、輝宗が昭光を含む関係諸家の調停に奔走して蘆名氏・白川氏と佐竹氏の講和が実現した。
しかし、田村清顕が去る天正2年1月（1573年12月）より須賀川勢（二階堂氏）の手切れを受けて 二階堂領を攻め、さらに勢いに乗って蘆名・白川領まで攻め入っていた。清顕は正室が輝宗と争っていた相馬盛胤の妹ということもあって、輝宗の調停に応ずることはなかった。
天正3年（1575年）9月、蘆名氏は安積郡西部の大槻（郡山市大槻町）を田村勢に攻められ、10月には蘆名勢が北部の久保田（郡山市富久山町）を攻め返した。輝宗は石川氏と連携して田村氏・相馬氏の牽制を図るが、石川氏は蘆名氏を最たる脅威として佐竹氏に従った。石川氏がこのような態度をとった背景には昭光の養父・晴光が健在であり、その母が田村氏の出であった事も要因の一つと考えられる。
天正4年（1576年）、田村清顕は佐竹氏と共に蘆名方の長沼城を攻めている。ところが、この年の9月に入って田村清顕が突然佐竹氏と同盟を破棄して蘆名氏と同盟を結び、翌天正5年（1577年）には蘆名・田村連合軍が石川領を制圧して、晴光が黒川城に一時連行されている。翌天正6年（1578年）の正月に蘆名盛氏が新発田長敦に充てた書状には、昭光を石川城に追い込んだことが記されているが、裏を返せば昭光が完全に没落せずに辛うじて踏みとどまっていたとも解釈できる。
天正5年（1577年）4月、石川氏の一族・浅川義純が佐竹氏に反逆するが失敗し、居城の浅川城を追われたため、浅川城は昭光に預けられ、城代として矢吹光頼が入った。天正6年（1578年）になるとその浅川城に次々と攻撃が加えられた。3月に白川勢、6月～7月には田村勢が攻勢をかけ、浅川城で防戦に奔走した。この間に三芦城が蘆名氏に奪われ、石川氏も蘆名氏を筆頭とする佐竹・二階堂・白川連合に服属することとなった。一方の田村氏は伊達氏との繋がりを深めてこの連合から離脱していった。これにより南奥州情勢は蘆名・白川・二階堂・石川・佐竹勢と伊達・田村連合の戦いに集約されることになる。
この連合同士の対決を前に、昭光は蘆名氏から三芦城の返還が許された。同時に浅川義純父子も浅川城に復帰している。
天正12年（1584年）、実家の伊達氏の当主が甥・伊達政宗へ代替わりし、蘆名氏・佐竹氏との対立姿勢を強めるようになると、昭光は伊達氏と敵対するようになった。
天正13年（1585年）、人取橋の戦いでは、他の南奥諸大名と共に義兄・佐竹義重についた。
しかし、天正17年（1589年）の摺上原の戦いで伊達氏が蘆名氏を下し、須賀川の二階堂氏を下すと、石川昭光と白川義親はついに降参し伊達氏の軍門に属した。翌年には昭光に関東方面対応として須賀川城を与えられる。

### 伊達の配下と晩年
天正18年（1590年）、豊臣秀吉の小田原征伐に、昭光は白川義親らと共に、刀剣・駿馬などをもって政宗に託し、太閤に献じて謝してもらうよう懇願したが、秀吉に参陣しないことを咎められ、奥州仕置で三兄・留守政景、白川義親らと共に改易され、領地没収となった。この年の8月に、昭光と嫡男・義宗とその家臣は失意のもとに戦を避け城を退出したが、老臣の溝井六郎は豊臣軍との決戦を主張し、三芦城中に火を放ち自決したという。
天正19年（1591年）、伊達政宗が岩出山に転封されると、昭光は政宗に謁し、志田郡松山城6,000石を賜わり、松山城に移住した。以後は伊達氏に属し、御一門筆頭の家格を与えられる。
文禄元年（1592年）正月、秀吉より朝鮮出兵の命が伊達氏に下され、昭光も政宗に従う。
文禄2年（1593年）、文禄の役に出陣し、文禄4年（1595年）に帰国。
文禄4年7月、関白豊臣秀次謀反事件に関連し、政宗に疑いがかけられ、政宗とその家臣の妻子召し連れ、昭光の嫡男・義宗もまた京都伏見に上る。そして、8月、伊達家重臣19人の連判誓詞文を提出。義宗はこのとき御一門筆頭として最初に署名がなされている。
慶長3年（1598年）10月、2,000石を加増され、伊具郡角田城を賜わる。また、義宗の文禄4年の上洛の功を以って2,000石を賜り、併せて1万石へと加増され、角田城に移住する（角田城は伊達成実の居城であったが、上洛の後、出奔し、城を収められ、知行主不在の状態であった）。
慶長5年（1600年）7月、刈田郡白石の役に昭光と義宗が兵を率い参陣する。10月には福島城の戦いにも参陣する。
慶長8年（1603年）、義宗に家督を譲って、村田に3,000石を賜い隠居する。
慶長15年（1610年）11月、義宗が病死し（享年34）、嫡孫・宗敬はまだ幼少（4歳）だったため、政宗の命により後見人として角田城に戻り政務を執ることになる。
慶長19年（1614年）、大坂冬の陣の際、昭光は兵を率いて参陣した。
慶長20年（1615年）、大坂夏の陣の際は、昭光は病身であったため、家臣の泉光理を名代として兵を率い、伊達軍に参陣させた。
元和7年（1621年）、村田にて賜った3,000石の知行のうち、2,000石を加増され、合高1万2,000石を嫡孫の宗敬に引き継ぐ。
元和8年（1622年）7月10日、昭光は角田城にて死去した。享年73。7名の殉死者が出た。

## 系譜
- 父:伊達晴宗
- 母:久保姫（岩城重隆の娘）
- 養父:石川晴光
- 正室:照子（石川晴光の長女）
  - 長男:石川義宗
  - 次男:石川大學仲光

　　　　敵対（佐竹家）する佐竹義重夫人（伯母）を頼って秋田に土着したため、石川家譜より抹消されている。
- 側室:久松院
  - 三男:久吾（久五郎）
  - 長女:女（大塚隆重室）
- 側室:養雲院
  - 次女:女（蓬田正次室）
- 側室:某
  - 四男:小川隆尚（晴光の叔父・小川隆直の養子）

## 関連作品
- 黒ん坊切景秀・・・石川家の重宝であった日本刀